# Jüdischer Friedhof (Münsterappel)
Der Jüdische Friedhof Münsterappel ist ein Friedhof in der Ortsgemeinde Münsterappel im Donnersbergkreis in Rheinland-Pfalz. 
Der jüdische Friedhof liegt westlich des Ortes und westlich der Landesstraße L 400, der Straße nach Kalkofen, am Waldrand an einem steilen Abhang „Am Forstberg“.
Auf dem 880 m² großen Friedhof, der 1825 (nach anderen Angaben vor 1800) angelegt und bis zum Jahr 1900 belegt wurde, befinden sich 25 Grabsteine aus Sandstein. Der Friedhof wurde auch von den Juden in Kriegsfeld, Winterborn und Oberhausen genutzt.